# Old Carthusians Football Club
L'Old Carthusians Football Club és un club de futbol els jugadors del qual foren antics membres del Charterhouse School a Godalming, Waverley, Surrey, Anglaterra.

## Història
El club va ser fundat el 1876 i guanyà la FA Cup el 1881, a més de la FA Amateur Cup el 1894 i 1897.
Actualment disputa l'Arthurian League i l'Arthur Dunn Cup.

## Jugadors destacats
El club aportà diversos jugadors a la selecció de futbol d'Anglaterra que foren (partits internacionals entre parèntesis):
- Andrew Amos (2)
- William Cobbold (3)
- Walter Gilliat (1)
- Edward Hagarty Parry (3)
- Gilbert Oswald Smith (6)
- Maurice Stanbrough (1)
- Arthur Melmoth Walters (6)
- Percy Melmoth Walters (11)
- Charles Wreford-Brown (3)

## Palmarès
- 1 Copa anglesa: 1881
- 2 Copa amateur: 1894, 1897
- 5 Arthurian League: 1979, 1982, 1988, 2006, 2008